# Wargemoulin-Hurlus
Wargemoulin-Hurlus is een gemeente in het Franse departement Marne (regio Grand Est) en telt 49 inwoners (2009). De plaats maakt deel uit van het arrondissement Châlons-en-Champagne.

## Geografie
De oppervlakte van Wargemoulin-Hurlus bedraagt 16,0 km², de bevolkingsdichtheid is dus 3.1 inwoners per km².
De onderstaande kaart toont de ligging van Wargemoulin-Hurlus met de belangrijkste infrastructuur en aangrenzende gemeenten.

## Demografie
Onderstaande figuur toont het verloop van het inwonertal (bron: INSEE-tellingen).